# Dienstaltersliste
Dienstaltersliste der Schutstaffel der NSDAP. Libro de Listas de Servicios de las Waffen-SS del Partido Nazi.  Fue una publicación interna y privada de las SS, elaborada con cierta regularidad por la Oficina Principal de Recursos Humanos de la SS.
En dicha publicación, abreviada DAL por sus siglas en alemán se contenían datos como los nombres completos, fecha de nacimiento, ubicación administrativa, números de militancia del NSDAP si estuviera inscrito y de la SS, así como jerarquía del Oficial para la fecha de elaboración del libro. En las ediciones antes de 1939, se podía observar la fecha de cada uno de los ascensos del Oficial. 
Las Libros de servicio publicados fueron los siguientes:
- SS-DAL 1 de octubre de 1934 (SS-Ustuf-RFSS)
- SS-DAL 1 de julio de 1935
- SS-DAL 1 de octubre de 1935
- SS-DAL 1 de diciembre de 1936
- SS-DAL 1 de diciembre de 1937
- SS-DAL 1 de diciembre de 1938 (SS-Ustuf-RFSS)
- SS-DAL 20 de abril de 1942 (SS-Staf-RFSS)
- SS-DAL 1 de octubre de 1942
- SS-DAL 15 de mayo de 1943
- SS-DAL 1 de octubre de 1943
- SS-DAL 30 de enero de 1944
- SS-DAL 1 de julio de 1944 (Waffen-SS)
- SS-DAL 1 de octubre de 1944 (SS-Stubaf-SS-Ostubaf)
- SS-DAL 9 de noviembre de 1944 (SS-Staf-RFSS)

- Datos: Q1220898